# Jeanny
«Jeanny» — песня австрийского певца и музыканта Фалько c его третьего альбома Falco 3 (1985). В континентальной Европе была издана отдельным синглом в декабре того же 1985 года (это был третий сингл с данного альбома, после «Rock Me Amadeus» и «Vienna Calling»).
В Великобритании сингл с ней вышел летом 1986 года и достиг 68 места в национальном сингловом чарте (UK Singles Chart).
Музыкальный сайт Songfacts пишет:
Фалько пел эту [песню] неустойчивым голосом, так как текст написан с точки зрения сталкера (маньяка-преследователя). Имя маньяка в песне не называется, что привело, в некоторой мере, к скандалу, поскольку песня, как казалось, симпатизирует рассказчику, который, по всей видимости, насилует женщину. Песня была запрещена на нескольких радиостанциях в Европе, но всё равно достигла 1 места в Австрии, Германии и Норвегии.
Согласно всё тому же сайту Songfacts, «Jeanny» — один из редких примеров песни с текстом на смеси немецкого и английского — большая часть песни исполняется на немецком, а припев на английском.
В 2019 году песня прозвучала в первой серии второго сезона сериала «Тьма», первого немецкого продукта от Netflix.